# Be Like Others
Be Like Others ist ein iranischer Dokumentarfilm über das Leben transgeschlechtlicher Menschen im Iran.
Der Film wurde 2008 von Tanaz Eshaghian in persischer Sprache gedreht, die auch das Drehbuch schrieb. Gemeinsam mit Christoph Jorg produzierte sie den Film. Die Musik im Film stammt von Henning Lohner.

## Handlung
Im Film wird das Leben transsexueller Menschen im Iran im Alltag begleitet. So wird dokumentiert, wie sich transsexuelle Menschen an einer Klinik in Teheran einer geschlechtsangleichenden Operation unterziehen. Seit 1983 sind im Iran für transsexuelle Menschen diese Operationen aufgrund einer Fatwa von Ayatollah Khomeini erlaubt. Ebenso wird im Film das Leben homosexueller Menschen gezeigt. Da homosexuelle Handlungen im Iran mit Todesstrafe bedroht sind, können diese nur versteckt im Iran ihr Leben führen oder müssen sich, um im Alltag bestehen zu können, einer geschlechtsangleichenden Operation unterziehen, obgleich sie nicht transsexuell sind.

## Preise und Auszeichnungen (Auswahl)
- 2008: Teddy Award
- 2008: Amnesty International Film Prize